# Storia della tigre
La Storia della tigre è un monologo drammatico di Dario Fo, composto dopo un viaggio in Cina nell'estate 1975 con la moglie Franca Rame e altri membri della loro compagnia teatrale. Secondo un'antica tradizione cinese, l'espressione "avere la tigre" significa possedere una grande forza di volontà e di partecipazione per difendere la libertà e la giustizia sociale.
Lo spettacolo venne portato in tournée in Italia nel 1978.
Nel 1980 l'opera venne pubblicata nella raccolta Storia della tigre ed altre storie, insieme ad altri tre monologhi (Il primo miracolo di Gesù Bambino, Dedalo e Icaro, Il sacrificio di Isacco). Il 2 dicembre 1980, il monologo fu messo in scena al Theâtre de l'Est parisien di Parigi.

## Trama
Durante la Lunga marcia di Mao Zedong attraverso la Cina, un soldato rivoluzionario viene ferito ad una gamba durante la vittoriosa battaglia contro l'esercito di Chiang Kai-shek.
I suoi compagni lo abbandonano e poco dopo sopraggiunge la gangrena, cosicché il soldato crede di stare per morire. Sopraggiunge anche una violenta tempesta, così il soldato si trascina in una grotta e cade in un sonno profondo; quando si sveglia, si trova di fronte alla vista di una tigre e del suo cucciolo. 
Quello che segue è un racconto comico, recitato con il tipico grammelot di Fo, sulla vita insieme del soldato e della tigre: inizialmente l'animale si tiene lontano per la puzza della gangrena del soldato. Nel frattempo, il tigrotto si rifiuta di prendere il latte, provocando dolore alle mammelle gonfie della tigre, così il soldato pensa di bere lui stesso il latte di tigre. Nasce così un'amicizia tra i due: il giorno dopo la tigre va a caccia portando al soldato una preda da mangiare; inoltre gli lecca la ferita fino a guarirla. 
Ad un certo punto il soldato si stufa di questa situazione e cerca di tornare alla civiltà. Inseguito dalle due tigri che lo considerano ormai uno del branco, giunge in un villaggio di contadini, che inizialmente non credono alla storia del soldato, ma poi arrivano le tigri, che in breve diventeranno amichevoli, difendendo anche tutto il villaggio dall'aggressione di Chiang Kai-shek e, in seguito, da altri nemici (giapponesi, europei, signori della guerra e altri).
Il Partito comunista cinese approva l'armonia che si vive nel villaggio contadino, ma ha altresì stabilito che le tigri debbano ritornare nella foresta oppure saranno messe in uno zoo, perché le tigri sono anarchiche e non conoscono la dialettica, quindi non possono trovare collocazione nell'organigramma del partito. Fortunatamente i contadini non danno retta ai burocrati e nascondono più volte le tigri nel pollaio sui trespoli al posto delle galline. Le tigri riusciranno così a difendere nuovamente il villaggio, facendo scappare altri nemici, prima giapponesi poi di nuovo quelli di Ciankaishech. Ritornano nuovamente i burocrati cinesi che, pur complimentandosi per il buon servizio delle tigri, ordinano di mandarle via, ma questa volta i contadini si ribellano e aizzano le tigri contro i funzionari con un gran ruggito.